# Belén Fabra i Homedes
Belén Fabra i Homedes (Tortosa, 3 de novembre de 1977) és una actriu catalana.

## Biografia
Va estudiar dansa clàssica i contemporània i va actuar com a ballarina a la Sala Beckett. A nivell interpretatiu va començar fent petits papers en obres de teatre, pel·lícules i sèries de televisió.
A la pel·lícula Diari d'una nimfòmana, basada en la novel·la homònima de Valérie Tasso, fa el paper de Val, la protagonista, que la va llençar a l'èxit, i va ser nominada als Premis Max i als Premis Valle Inclán de Teatre. També va treballar a Canciones de amor en Lolita's Club (2007), dirigida per Vicente Aranda. Va ser nominada pel Premi Gaudí a la millor interpretació femenina principal pel seu paper a Diari d'una nimfòmana. També ha participat en dues pel·lícules, Flors negres i L'estació de l'oblit.
L'any 2013 va protagonitzar, juntament amb els actors Pere Ponce i Sílvia Sabaté, un anunci de promoció turística de Tortosa.
Belén parla amb fluïdesa català, castellà, anglès i italià.

## Teatre
- 1999 - El somni d'una nit d'estiu (musical). Direcció d'Ever Blanchet en Versus Teatre.
- 2001-2002 - Què de Què. Direcció de Jordi Vila a la Sala Muntaner.
- 2002 - El Públic. Direcció de Jordi Prat al Teatre Estudi.
- 2002 - La Clementina. Direcció de Joan Antón Sánchez al Teatre Zorrilla.
- 2002 - Això a un fill no se li fa. Direcció de Tamzin Townsend al Teatreneu.
- 2003 - Migracions.es. Direcció d'Ever Blanchet en Versus Teatre.
- 2004-2005 - Còmics de barra. Direcció de David Fernández. El Terrat.
- 2004-2005 - Happy Hour. Direcció de Pau Miró al Teatre Lliure/Teatre Borràs.
- Plataforma. Direcció de Calixto Bieito.

## Televisió
- 2000 - Acción Sitcom per a TV Internacional. Direcció de Silvia Quer.
- 2000-2002 - Pets and Pets. Majoria absoluta. Psico express. Temps de Silenci. Laberint d'ombres. Plats Bruts. Per a TV3.
- 2003 - El cor de la ciutat TV3.
- 2004 - De moda. Diagonal TV/TV3.
- 2006 - Mira'm bé! TV3.
- 2010 - Gran Reserva TVE1.
- 2012 - Imperium
- 2015-2016 - Cuéntame cómo pasó TVE1.
- 2019-2020 - Com si fos ahir TV3.

## Curtmetratges
- 1999 - Baixet. Direcció d'Oriol Vila.
- 2000 - Estado liquido. Direcció de Medi Terraza
- 2001 - Matriuska. Direcció de Milkor Acevedo.
- 2001 - Un don divino. Direcció d'Àlam Raja.
- 2003 - Dónde París. Direcció d'Elena Trapé.

## Llargmetratges
- 2001 - L'estratègia del Cucut. Direcció de Sílvia Quer.
- 2001 - Carles, Príncep de Viana. Direcció de Sílvia Quer.
- 2002 - El lado oscuro del corazón II. Direcció d'Eliseo Subiela.
- 2002 - Cita mortal en el Up & Down (Pepe Carvalho). Direcció de Laurent Joui.
- 2003 - Joc de mentides. Direcció de Lluís Zayas.
- 2004 - Mai no tingueu una història a la cuina. Direcció de Giorgio Capitani.
- 2007 - Pactar amb el gat. Direcció de Joan Marimón.
- 2007 - Canciones de amor en Lolita's club. Direcció de Vicente Aranda.
- 2008 - Diari d'una nimfòmana. Direcció de Christhian Molina.
- 2009 - Flors negres. Direcció de David Carreras.
- 2009 - Estació de l'oblit
- 2010 - Res publica
- 2011 - Catalunya über alles!
- 2019 - Tocats pel foc, de Santiago Lapeira.[6]

## Premis i nominacions

### Nominacions
- 2007: Millor actriu als Premis Max per Plataforma[1]
- 2007: Millor actriu secundària als Premis Valle Inclán de Teatre per Plataforma[2]
- 2008: Premi Gaudí a la millor interpretació femenina principal per Diari d'una nimfòmana[7]
- 2012: Premi Gaudí a la millor interpretació femenina secundària per Catalunya über alles!